# BGM-109 Tomahawk
|  | Per a altres significats, vegeu «Tomahawk». |

El  BGM-109 Tomahawk  és un míssil de creuer de llarg abast, subsònic, amb capacitat tot temps, d'origen nord-americà. Va ser dissenyat per General Dynamics en els anys 1970 com un míssil de mitjà a llarg abast per volar a baixa altura de manera que pugui ser llançat des d'un submarí submergit. Ha estat millorat diverses vegades i, per mitjà de diverses adquisicions corporatives, ara és fabricat per Raytheon. Alguns Tomahawk també van ser fabricats per McDonnell Douglas.

## Descripció
S'han construït diferents tipus de Tomahawk, que han emprat diverses classes de caps o ogives. Les versions operatives inclouen el cap amb càrrega convencional TLAM-C, el cap de fragmentació TLAM-D, i la cap nuclear (TLAM-A i TLAM-N) (no desplegats). Existeix també el míssil antivaixell Tomahawk (TASMAN). Pel que fa als míssils de creuer de llançament des de terra i els seus vehicles de llançament, van ser destruïts per complir amb el Tractat de Desarmament Nuclear de Medi Abast a 1987.
Els Tomahawk del tipus  Block III, que van entrar en servei en 1993, tenen un abast més llarg i fan servir el Sistema de Posicionament Global (GPS) per augmentar la seva precisió. Els de classe  Block IV  tenen un millor DSMAC (Digital Scene Matching Àrea correlator, un sistema per a la correlació del terreny amb imatges digitals prèvies) i uns motors turbo millorats. La segona fase dels  Block IV  té millor capacitat d'atac en profunditat i estan equipats amb un sistema de precisió en temps real contra objectius armats en moviment.
En l'actualitat s'han desenvolupat caps antibunkers, que fan penetrar al míssil a terra, i gràcies a uns sensors que detecten l'aire, rebenten dins del bunker, causant la destrucció interior d'aquest.

## Tomahawk tàctic

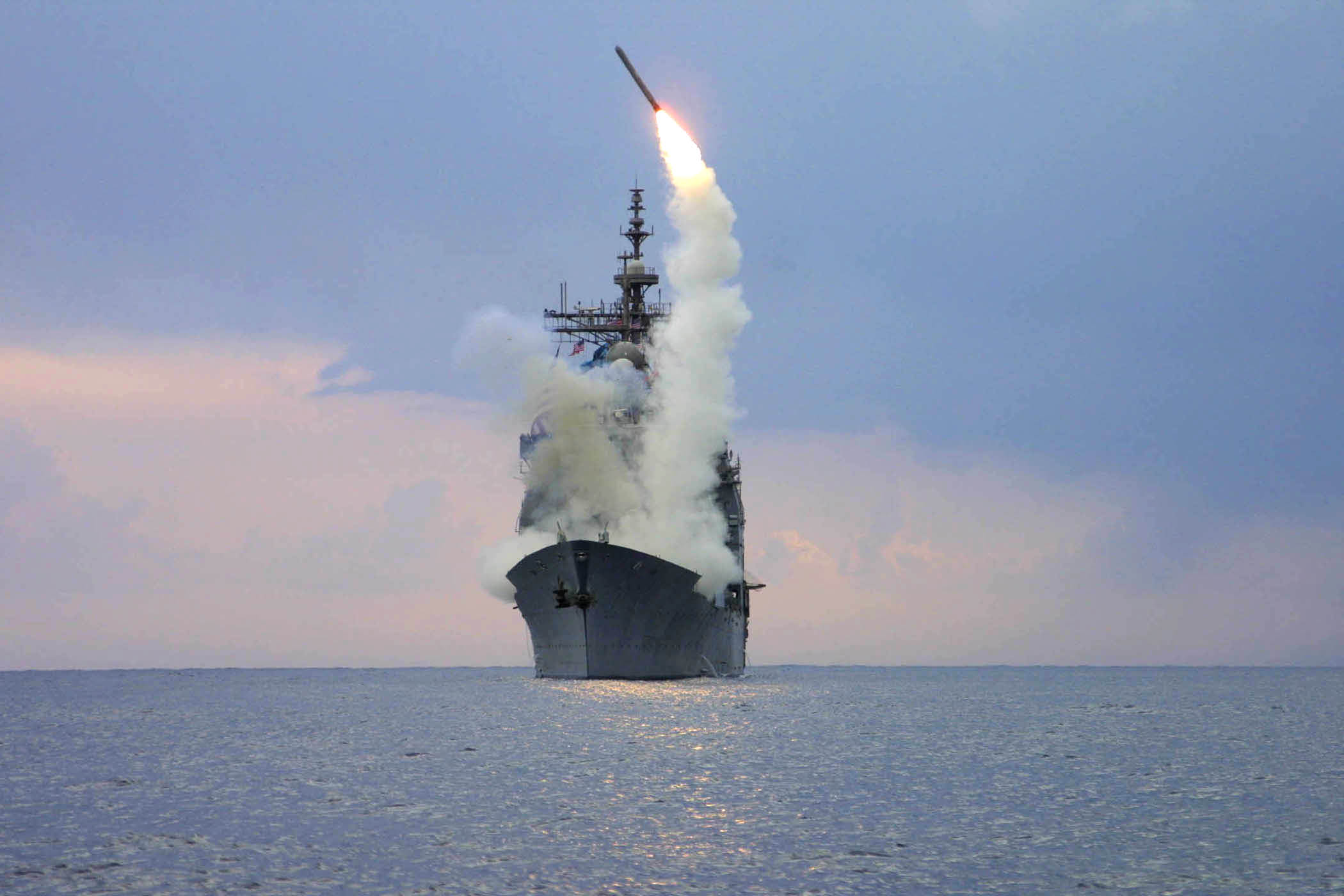
USS Cape St. George (CG 71) llançant un míssil Tomahawk.

Amb diferència, la millora més interessant dels Tomahawk ha estat equipar per participar en la xarxa de guerra centralitzada, de manera que cada míssil sigui capaç d'usar les dades de múltiples sensors (avions, satèl·lits, soldats, tancs, vaixells) per trobar el seu objectiu. També podrà enviar les dades dels seus sensors a altres unitats operatives. Això serà part de la força connectada a una xarxa prevista pel Pentàgon.
Els Tomahawk tàctics estan equipats amb una càmera de televisió per a l'observació de camp de batalla que permet als comandants avaluar el dany a l'objectiu i remetre el míssil a un objectiu alternatiu. A més el Tomahawk Tàctic, és capaç de ser reprogramat en vol per atacar un dels 16 objectius preassignats en memòria mitjançant coordenades GPS o introduint noves coordenades. A més el míssil pot enviar dades sobre el seu estat. La Marina dels Estats Units va començar a utilitzar aquesta característica a finals de 2004.
Els Tomahawks són difícils d'interceptar, per la seva mida petita, el seu reduït tall transversal i el seu vol a baixa altitud.
Cada míssil és emmagatzemat i llançat des d'un recipient pressuritzat que el protegeix durant el transport i l'emmagatzematge i actua com un tub de llançament. Durant els primers segons de vol després del llançament, el míssil és llançat mitjançant un propulsor de combustible sòlid. Llavors es despleguen les seves petites ales i les seves superfícies de control, i comença a funcionar el motor turbo. Sobre l'aigua, el Tomahawk segueix una ruta per defecte, una vegada sobre terra, el contorn del terreny indica al sistema d'inèrcia les variacions en la ruta per evitar xocs contra accidents geogràfics. Finalment el DSMAC reconeix l'objectiu i guia la fase final del vol, produint-se una exactitud d'aproximadament 10 metres.

### Altres detalls
- Cost total del programa: 11.210 milions de dòlars.

## Versions
Quan es van desenvolupar els models del Tomahawk, per a distingir les diferents versions del míssil segons la plataforma des de la qual eren llançats, és insitu els següents codis:
- BGM-109-A-1: denominació per als míssils nuclears llançats des de vaixells.
- BGM-109-B-1: denominació per als míssils convencionals anti-vaixell llançats des de vaixells.
- BGM-109-A-2: denominació per als míssils nuclears llançats des de submarins.
- BGM-109-B-2: denominació per als míssils convencionals anti-vaixell llançats des de sumbarins.

## Operadors

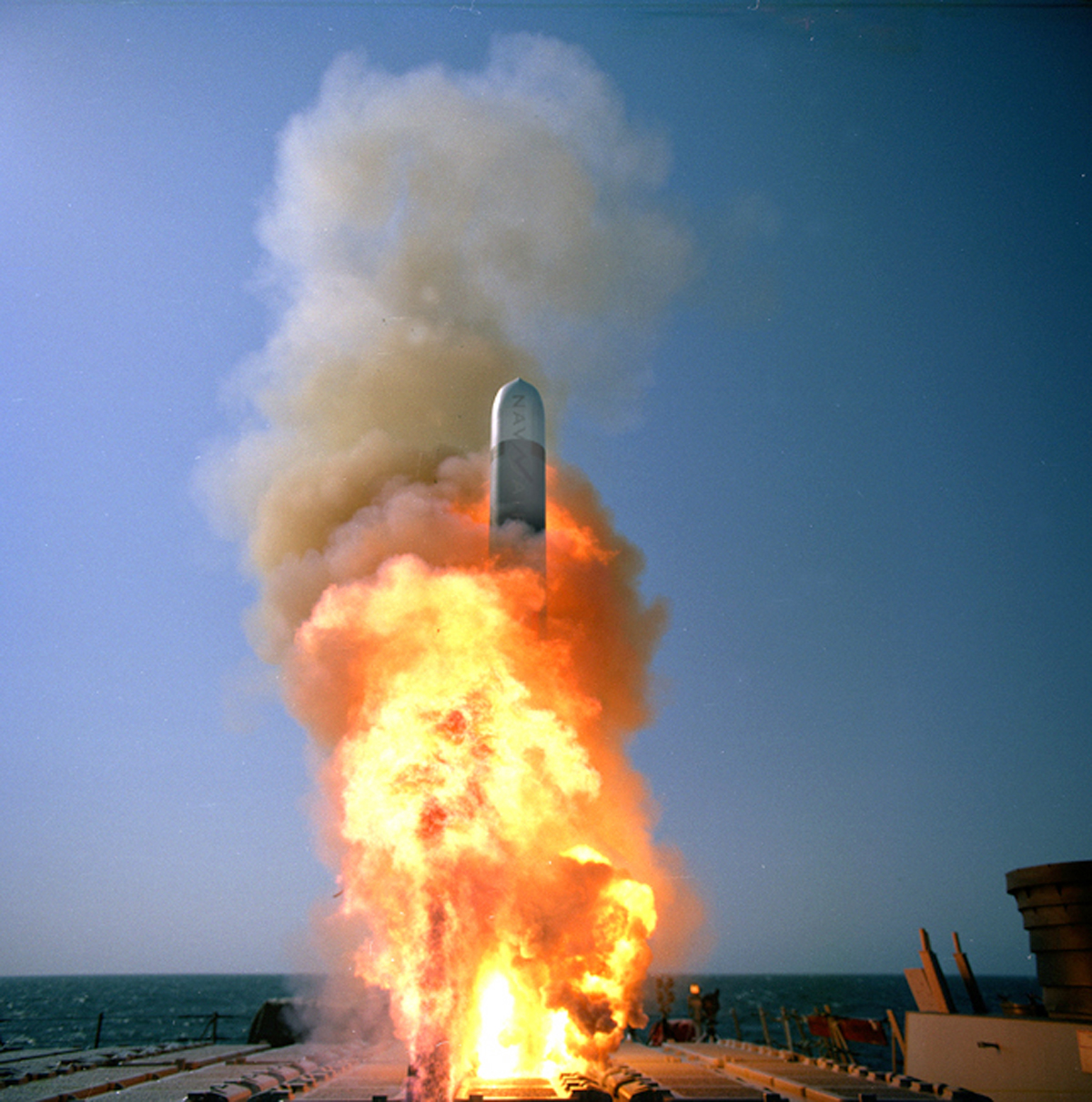
Llançament d'un míssil de creuer Tomahawk Tàctic des del USS Stethem.

### Armada dels Estats Units
Durant la Guerra del Golf de 1991 es van llançar 288 Tomahawks, 12 d'ells des de dos submarins el 2 d'abril de 1991, el  Pitsburgo USS  (SSN-720) I  USS Louisville  (SSN-724).

### Royal Navy
El 1995, Estats Units va acordar vendre a Gran Bretanya més de 60 Tomahawks per equipar als submarins nuclears de la Marina Reial. Els primers míssils van ser adquirits el 1998, i la primera prova va tenir lloc aquest mateix any. Des de 2004 es fan servir en els submarins nuclears de tipus  Swiftsure  i  Trafalgar, i està previst que tots els submarins de la Marina Reial puguin utilitzar Tomahawk cap a l'any 2008.
La primera vegada que la Marina Reial va usar aquests míssils va ser quan va llançar Tomahawks des del  HMS Splendid  durant la Guerra de Kosovo el 1999. Més tard va ser usat en la guerra de l'Afganistan de 2001, així com l'Operació Telic, que va ser el nom en clau de la contribució britànica a la invasió de l'Iraq el 2003.

## Possibles operadors

### Armada espanyola
Segons el diari El País (2007.05.14) Espanya anava a iniciar la compra dels 25 primers míssils Tomahawk per 72 milions d'euros, convertint-se en el tercer país que posseïa aquesta arma, i dotant-se per primera vegada d'un míssil de creuer de llarg abast.
Aquests míssils havien de ser incorporades a les fragates F-100 i als submarins S-80, l'adquisició d'aquests míssils hauria suposat un gran salt qualitatiu, ja que permet assolir un objectiu a 1.600 quilòmetres sense arriscar vides de soldats o pilots propis. Això hauria proporcionat una capacitat de projecció sobre terra sense precedents.
En concret els míssils que s'anaven que es volien adquirir eren del tipus Tac-Tom (Tomahawk Tàctic o Bloc IV), un míssil subsònic d'atac a terra i menor abast que els seus antecessors estratègics, però dotat de sensibles millores, que permeten reprogramar en vol o triar entre 15 blancs alternatius. Cada míssil costa aproximadament 750.000 euros, diners al qual cal sumar el cost de la preparació de la tripulació i adaptació dels sistemes.
Amb tot, el complicat no és el fet de posseir el Tomahawk, sinó l'ésser capaç d'usar-lo autònomament, és a dir, no dependre dels Estats Units per a cada ocupació. A mitjà termini, però, si s'hagués pogut arribar a certa autonomia, de manera que fos possible utilitzar el míssil sense suport extern, encara que es perdés en precisió. Aquesta hauria estat la comesa del Centre Nacional de Planejament del Tomahawk.
Els míssils havien de ser rebuts per l'armada espanyola entre el 2008 i el 2012.
L'octubre de 2009 la ministra de Defensa, Carme Chacón, va comunicar al Pentàgon que renunciava definitivament a la compra de míssils Tomahawk que havia estat pactada el 2005.